# Filip Månsson
Carl Filip Månsson, född 5 mars 1864 i Våmbs socken i Skaraborgs län, död 30 mars 1933 i Saltsjöbaden i Stockholms län, var en svensk dekoratör, etsare och konstnär. Han var lärare vid Tekniska skolan i Stockholm, målarmästare, dekorationsmålare och ståthållare i den av Evert Taube stiftade orden Pax Aurea. Han är även huvudperson i visorna Al fresco och Herr Filip Månsson träder i gemaken.

## Liv och verk

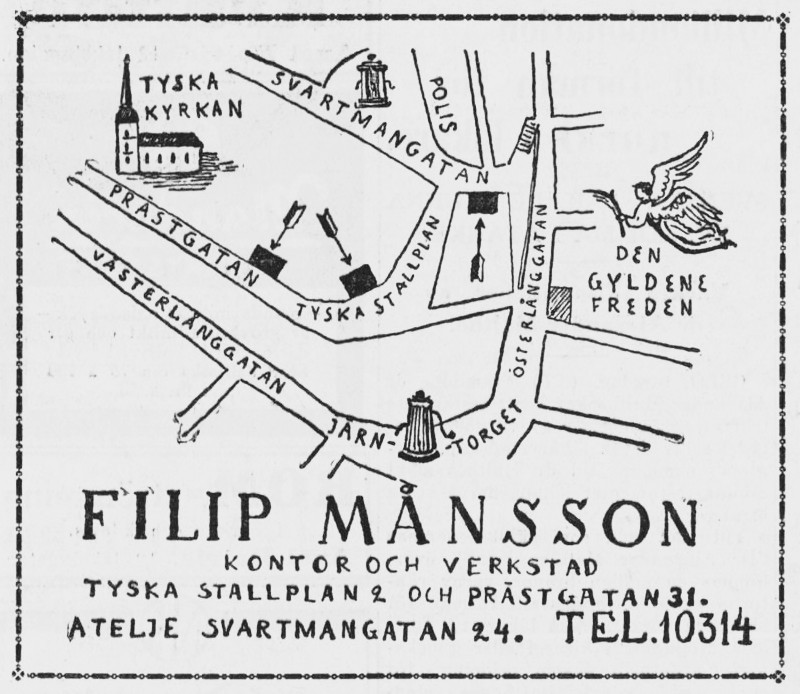
Reklam 1928.

Filip Månsson var son till målaren Karl Fredrik Månsson (1839–1917) och Charlotta Christina Andersdotter (1842–1925) och från 1900 gift med Ida Ulrika (Ulla) Wallin (1866–1933). Han började som lärling hos fadern och för ett par olika målarmästare i Stockholm innan han började studera vid Tekniska skolan i Stockholm 1887–1891 och senare vid Konstakademien 1895–1896. Under sina studieår gjorde han ett längre studiebesök till Finland där han kom i kontakt med Morris-rörelsen. Denna kom att påverka hans framtida verksamhet som dekorationsmålare. Efter studierna genomförde han en studieresa till England. 
Han etablerade en egen verkstad med ateljé i Gamla stan omkring sekelskiftet. Här blev han på kort tid en av stadens mest anlitade dekoratörer och målarmästare. När utsmyckningstävlingen för vigselrummet på Stockholms rådhus avslutades 1914 utan att något förslag blivit godkänt fick han i uppdrag att utföra dekorationerna. Bland hans andra större dekorationsmålningar märks rådhuset i Borås, tingshuset i Nyköping, kyrkan i Sundbyberg, kyrkan i Oskarshamn och Högalidskyrkan i Stockholm. Han drev under 1920-talet en privat målarskola i Stockholm. Han blev ledamot av Konstakademien 1924. 
Månsson är representerad med teckningar vid Malmö museum och med skisser vid Arkivet för dekorativ konst i Lund. Han är begravd på Norra begravningsplatsen utanför Stockholm.

## Stil
Månsson väckte upp gamla traditioner inom sitt område och skapade nya uttryckssätt. Med gamla metoder i hantverket för kalkmåleriet och även behandling av trämaterial, skapade han sin personliga stil. Hans dekorationer är mycket individuella med inslag av orientaliska arabesker och förprotestaniska kyrkomålningar som i en stiliserad utformning täcker stora ytor. Även djurmotiv förekommer i hans produktion. 

## Bilder, verk (urval)

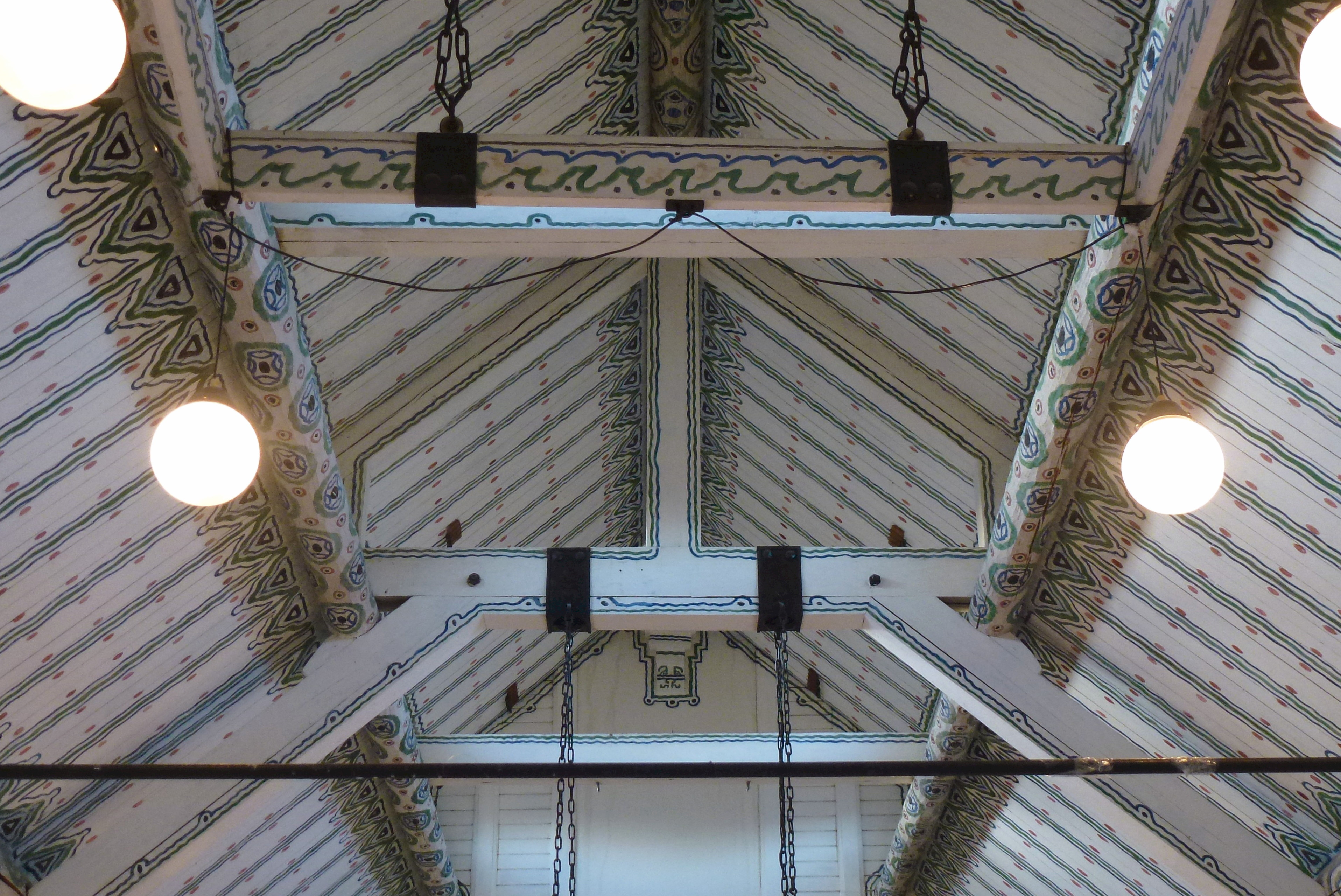
Storängssalen i Storängens Samskola.
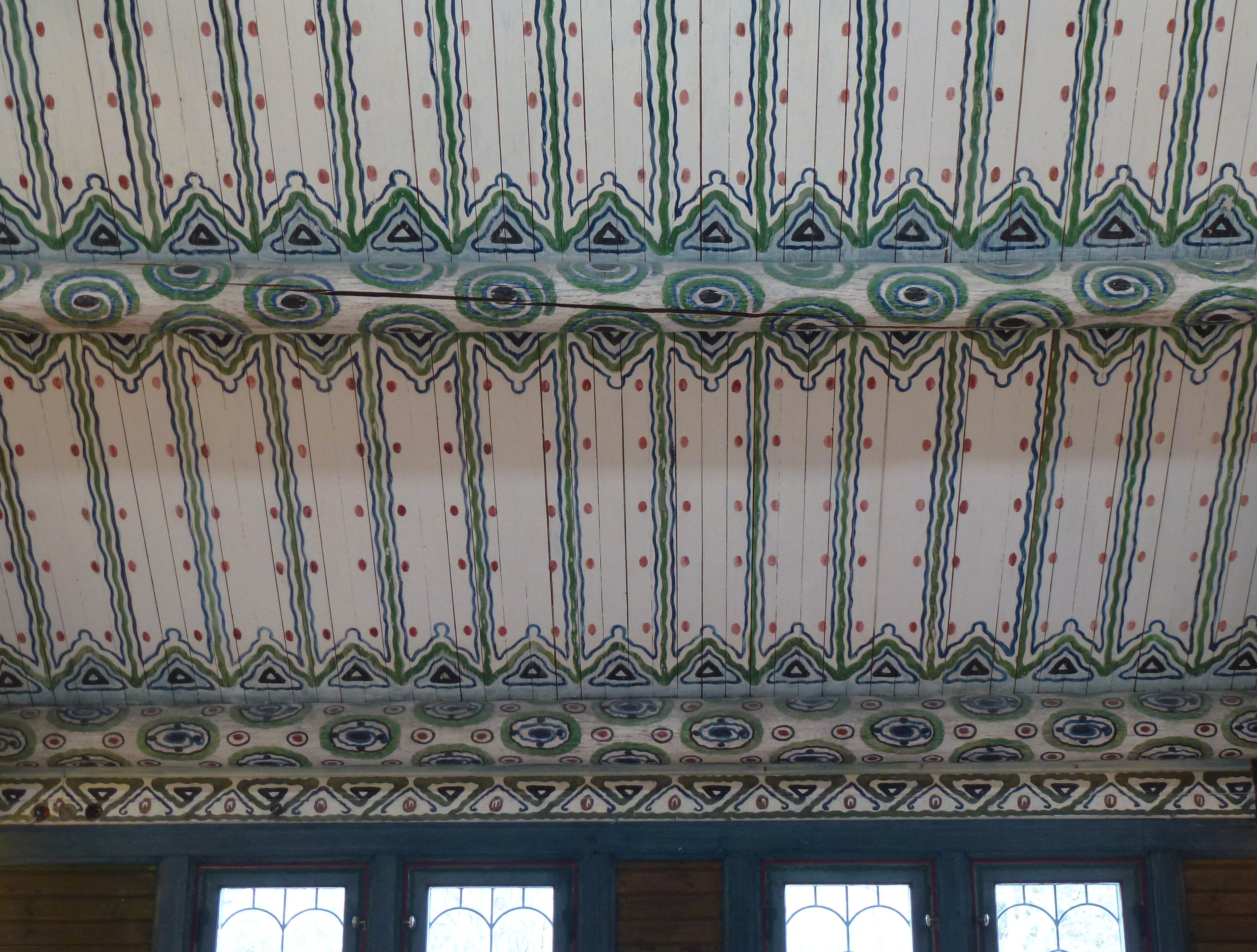
Storängssalen i Storängens Samskola (detalj).
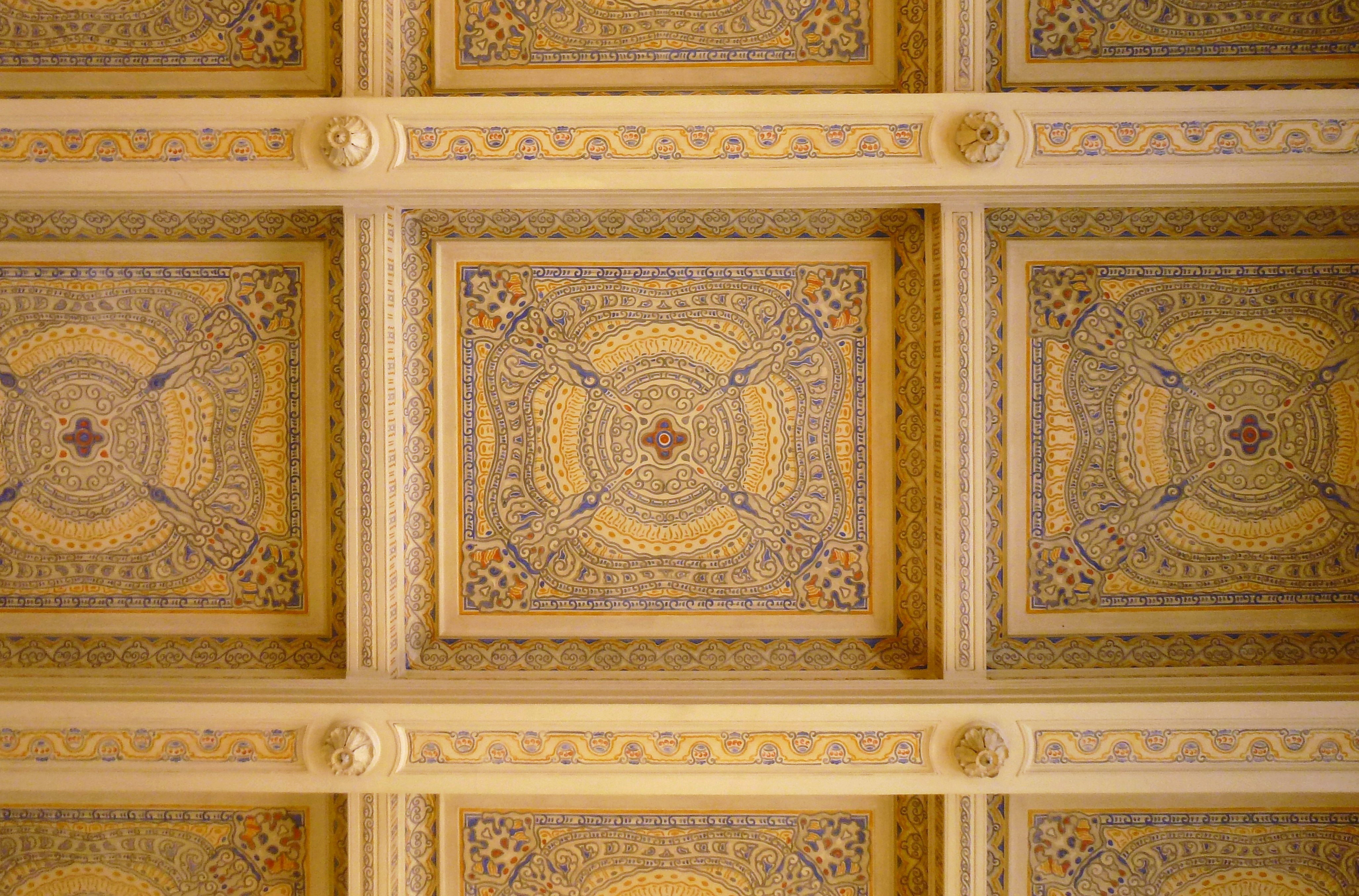
Kassettaket, entréhallen i Stockholms centralstation.
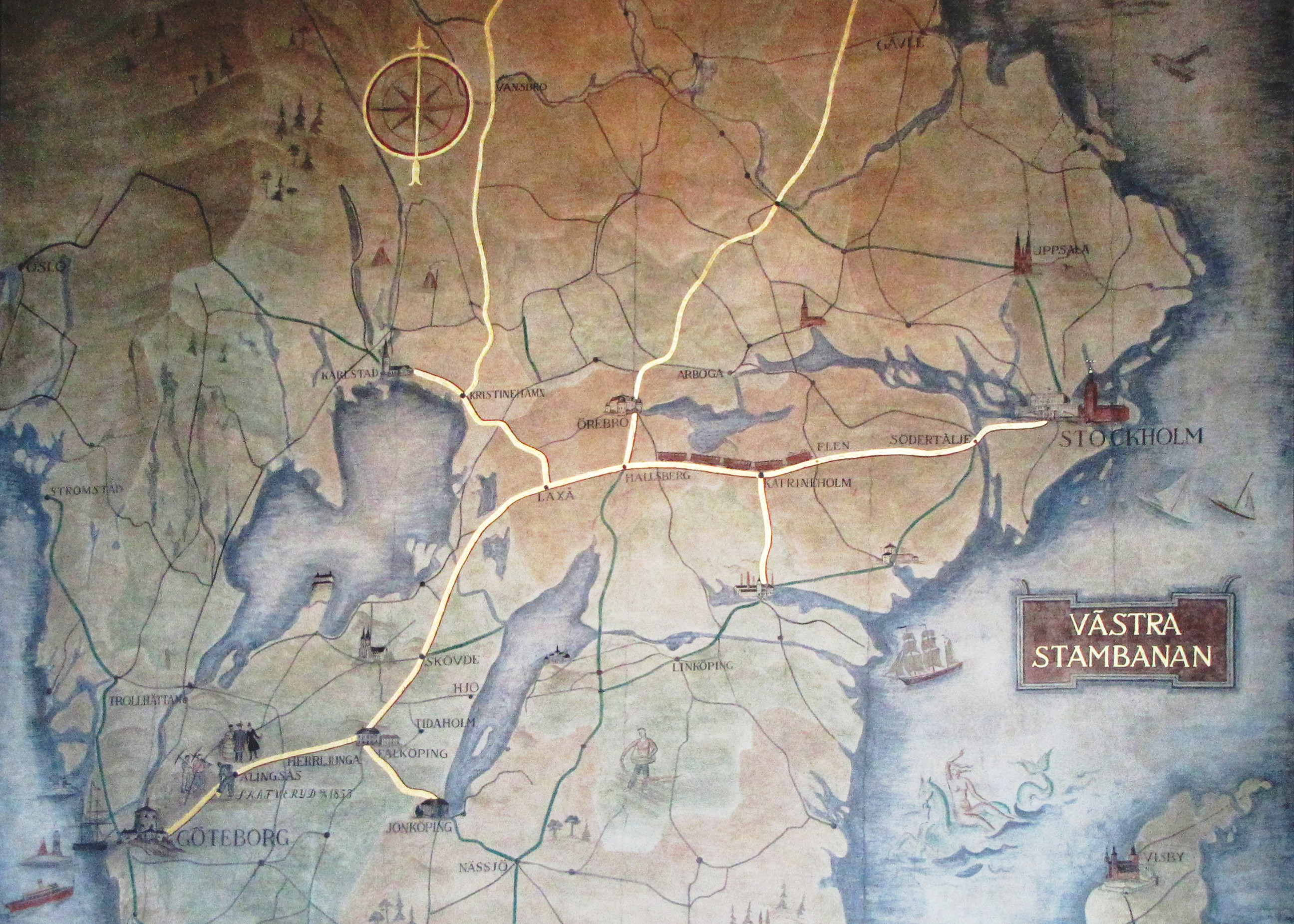
Karta över "Västra stambanan" i Göteborgs centralstation.

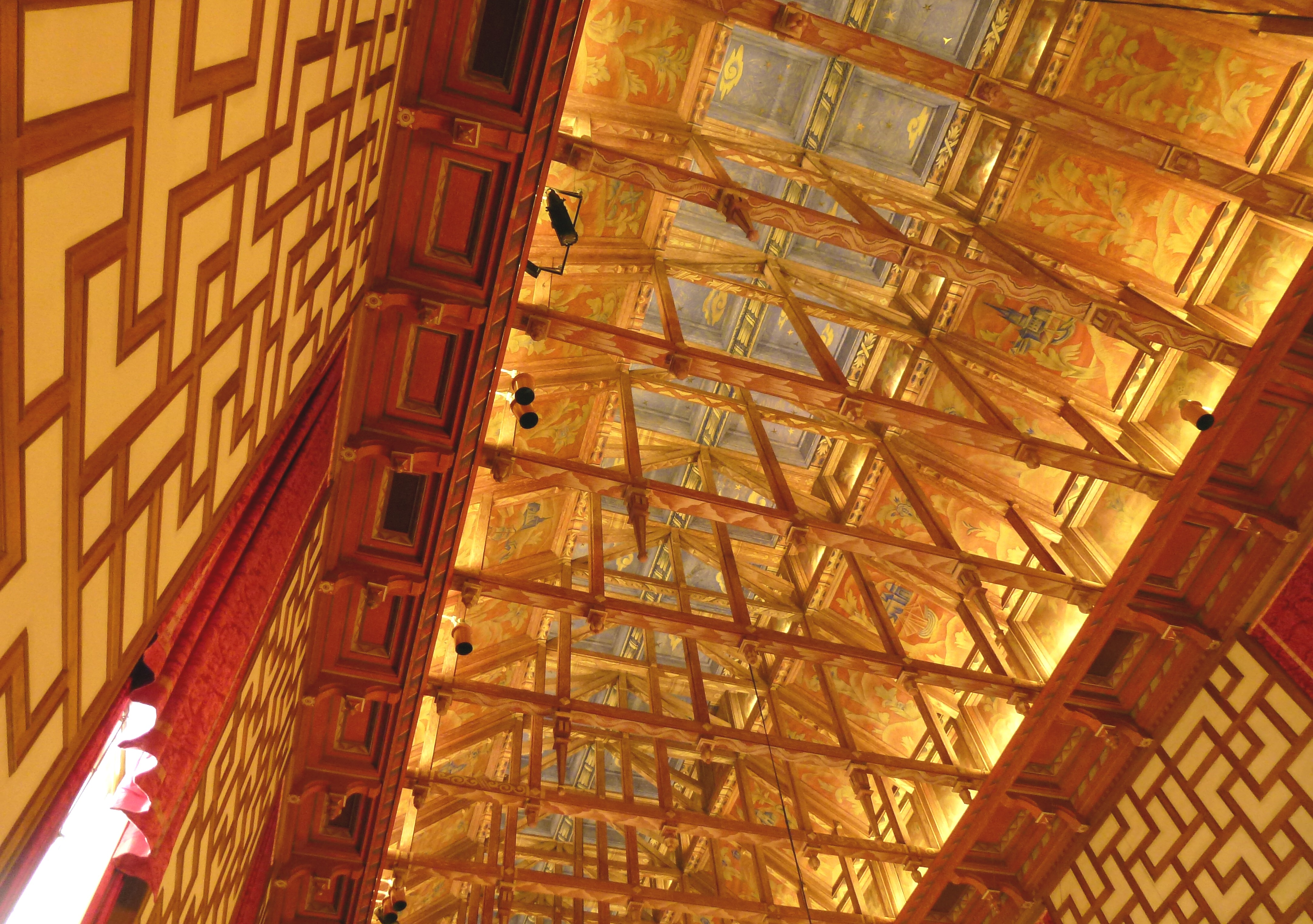
Takmålningar i Rådssalen i Stockholms stadshus.
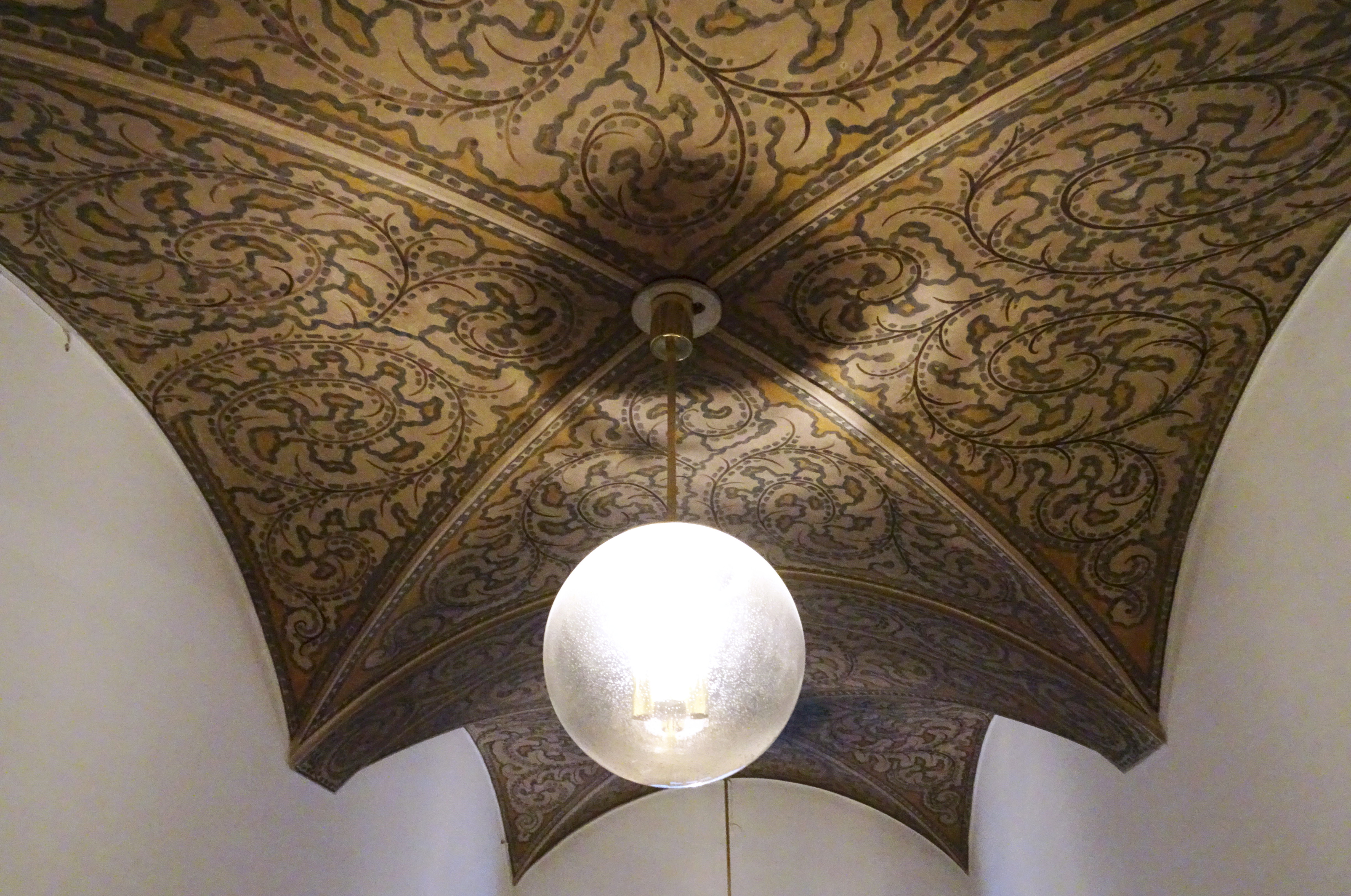
Entrén till Riddaren 27, Stockholm.
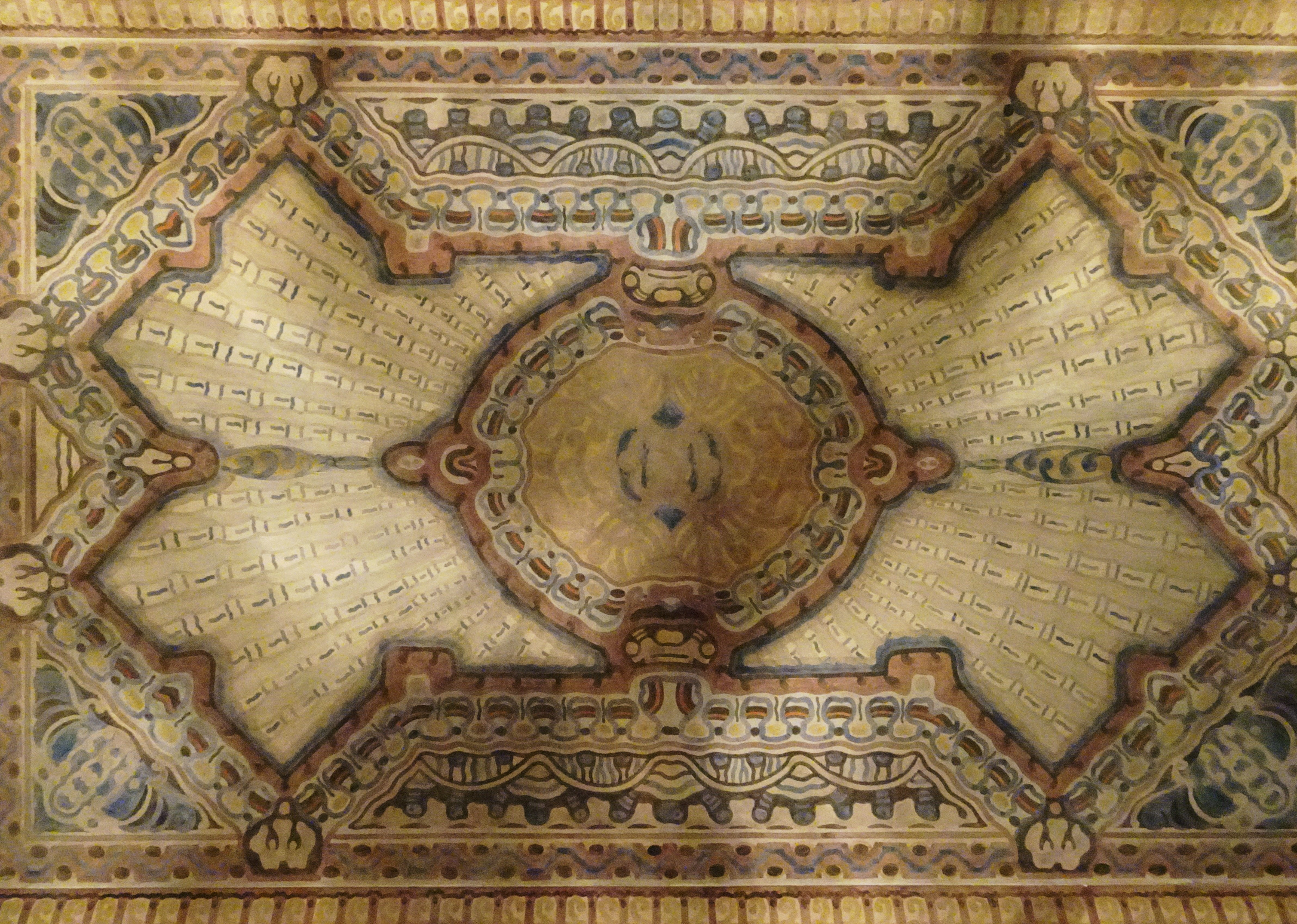
Entrén till Riddaren 27, Stockholm (detalj).
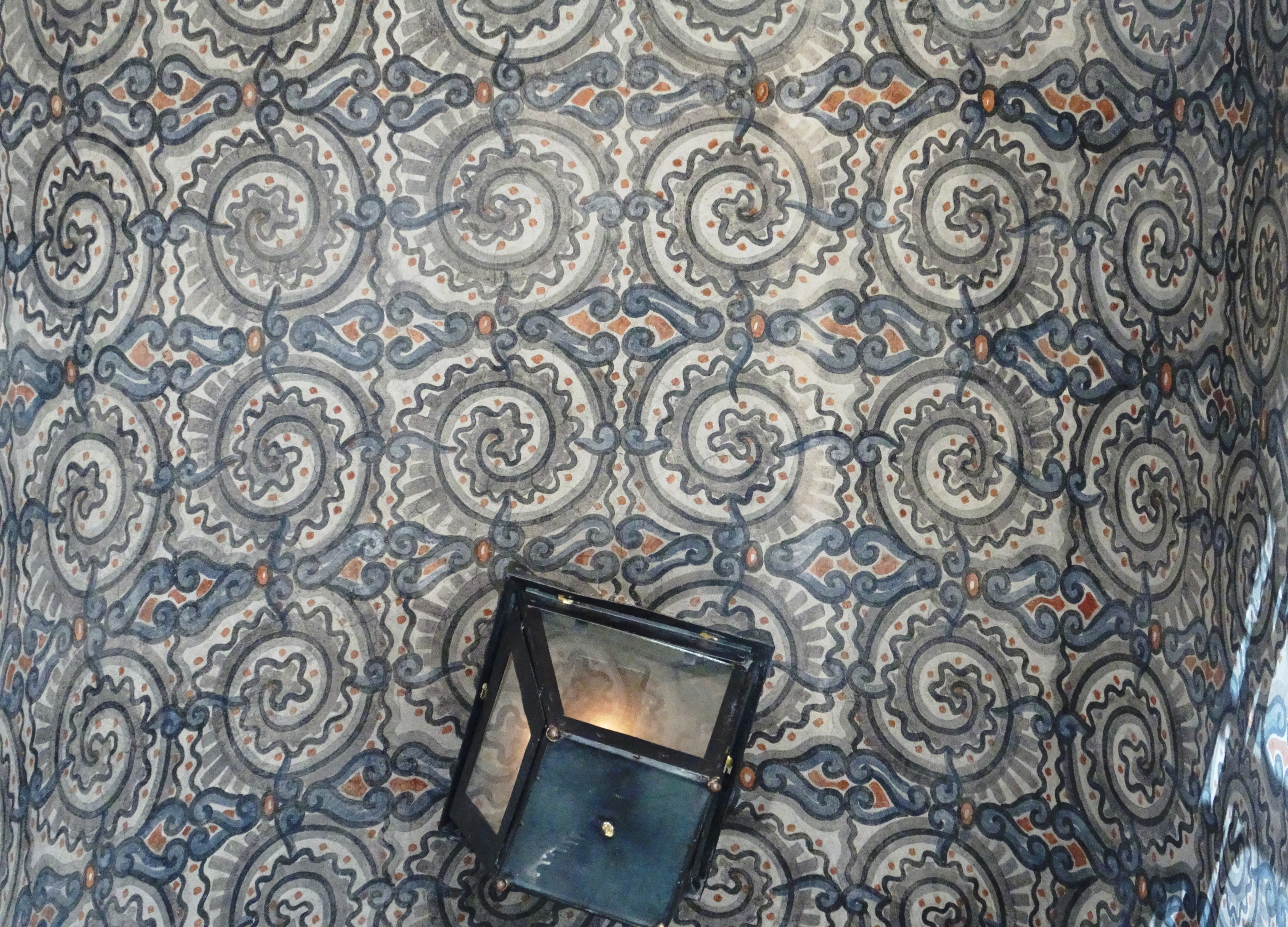
Takmålning i entré till Tofslärkan 11, Lärkstaden.

## Verk i urval
- Stockholms centralstation, Stockholm, takmålningen på kassettaket i entréhallen, omkring 1910
- Sankt Matteus kyrka, Stockholm, 1903 samt 1924. Takmålning samt dekorationsmålning.
- Hjorthagens kyrka, Stockholm, dekorationerna i långhuset är utförda efter Carl Bergstens förlagor, 1908.
- Sundbybergs kyrka, Centrala Sundbyberg, dekorering med kalkmålningar i korets och triumfbågens murpartier, liksom kyrkan i övrigt, 1910.
- Mullberget, interiör dekormålning, ca 1909[5]
- Uppenbarelsekyrkan i Saltsjöbaden, 1910
- Alsike kyrka, valvmålningar, 1910-11
- Torsångs kyrka, glasmålning, 1912
- Storängssalen, Storängen, 1912.
- Engelbrektskyrkan, Stockholm, kalkmålningar, omkring 1913
- Konsistoriehuset, även känt som Domkapitelhuset, i Västerås
- Stockholms rådhus, vigselrummets kakmålningar, 1915
- Rådssalen i Stockholms stadshus
- Pressrummet på Rosenbad, takmålningar i den tidigare baren "Måsses fyllekyrka"
- Fem väggmålningar i Yttre hallen på Göteborgs Centralstation
- Antuna herrgård, väggdekorationer, 1915
- Högalidskyrkan, Stockholm, dekorativ utsmyckning, 1916-1923
- Östra Eneby kyrka, valvmålningar, 1918
- Bromma-Teatern, salongen, 1921
- Mariehällskyrkan i Bromma, dekorationsmålningar i taket, korets absid, 1922-1924
- Katrineholms kyrka, taket och korabsiden, 1926
- S:t Olofs medeltidskyrka i Falköping, väggmålning i koret 1899-1902, övermålad vid restaurering 1958-61
- Bankettsalen, eller Oscarssalen, Bååtska palatset, Svenska Frimurare Orden
- Hovdestalund kyrkogård, Västerås